# Alexandra Nicolau-van der Mije
Pour les articles homonymes, voir Nicolau.
Alexandra Ekatarina Nicolau puis Katy (ou Cathy) van der Mije est une joueuse d'échecs roumaine puis néerlandaise née le 22 juillet 1940 à Bucarest et morte le 14 octobre 2013 à Haarlem.

## Biographie
Née à Bucarest, Alexandra Nicolau était assistante-professeur de langues chinoises à l'université de Bucarest. Elle apprit à jouer aux échecs par son frère quand elle avait six ans. Elle épousa Kees van der Mije et s'installa aux Pays-Bas en 1974. Elle mourut à Haarlem d'une crise cardiaque à 73 ans.

## Grand maître international féminin
Alexandra Nicolau obtint le titre de maître international féminin en 1960 et celui de grand maître international féminin lorsque le titre fut créé en 1976.

## Championnats nationaux (Roumanie et Pays-Bas)
Elle remporta le championnat de Roumanie à six reprises : en 1960, 1961, 1963, 1964, 1965 et 1973.
À partir de 1974, elle représenta les Pays-Bas dont elle remporta le championnat cinq fois : en 1974 et quatre fois de suite de 1976 à 1979.

## Tournois internationaux féminins
Alexandra Nicolau a remporté les tournois féminins de Emmen en 1963 et 1964. Au tournoi féminin des hauts fourneaux (Hoogovens) à Beverwijk, elle fut troisième en 1963, deuxième ex æquo en 1964, première en 1965, première ex æquo en 1966, deuxième en 1967, puis à Wijk aan Zee : première ex æquo en 1968 et seule vainqueur en 1969 et 1974.
Elle remporta le tournoi international de Belgrade en 1966, 1972 et 1973. Elle fut première du tournoi de Tbilissi, ex æquo avec la championne du monde féminine Nona Gaprindachvili.

## Olympiades
Alexandra Nicolau a représenté la Roumanie lors de trois olympiades, remportant cinq médailles :
- en 1963, à Split, elle remporta la médaille d'argent individuelle au premier échiquier (avec 10 points sur 12) et la Roumanie finit quatrième ;
- en 1966, elle remporta la médaille deux médailles d'argent : médaille d'argent individuelle (au premier échiquier) et médaille d'argent par équipe avec la Roumanie ;
- en 1972, elle remporta la médaille d'argent par équipe et la médaille de bronze individuelle au deuxième échiquier.

Avec les Pays-Bas, elle disputa quatre olympiades de 1976 à 1988.

## Championnats du monde
Lors des cycles des championnats du monde féminin, Alexandra Nicolau fut :
- septième du tournoi des candidates en 1962 et 1967 ;
- huitième du tournoi interzonal féminin de 1973 ;
- troisième ex æquo du tournoi interzonal de 1976 (elle perdit le match de départage pour la troisième place qualificative pour les matchs des candidates) ;
- onzième du tournoi interzonal en 1979.